# Konzerthalle St.-Ulrich-Kirche

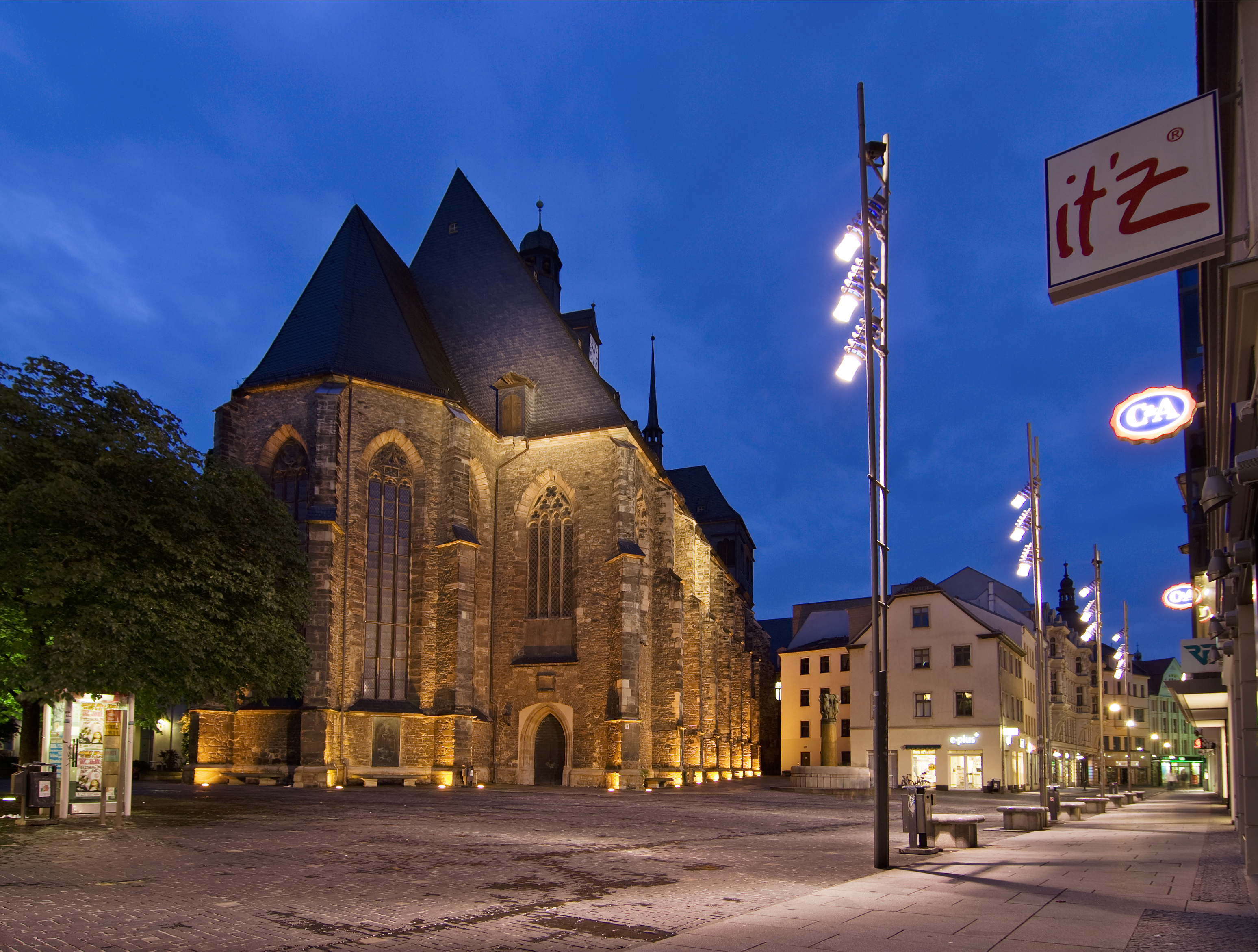
Ulrichskirche in der Leipziger Straße

Die Ulrichskirche in Halle (Saale) wurde zunächst als Klosterkirche der Serviten errichtet und wird seit 1976 als Konzerthalle genutzt.

## Kirchen- und Baugeschichte
Die Kirche wurde ab der Mitte des 14. Jahrhunderts als Klosterkirche St. Maria des seit 1339 in Halle ansässigen Serviten-Ordens (Marienknechte) errichtet. 1496 wurde sie erstmals geweiht. Mit dem Einzug der Gewölbe 1510 war die Kirche weitgehend fertiggestellt. Doch noch vor der gänzlichen Vollendung des Baues 1531 wurde das Kloster im Zuge der Einführung der Reformation 1527 aufgehoben.
Ab 1531 diente die Kirche als Pfarrkirche der Ulrich-Gemeinde, deren bisherige Kirche, die an der nach ihr benannten Ulrichstraße lag, Albrecht von Brandenburg abreißen ließ. 1806 bis 1836 war die Ulrichskirche zudem Universitätskirche. 1971 fusionierte die Ulrichsgemeinde mit der Gemeinde der Marktkirche Unser Lieben Frauen. Das Gotteshaus überließ die Kirche dem Rat der Stadt für 99 Jahre zur kulturellen Nutzung. Damit endete die Nutzung der Ulrichskirche als Gotteshaus. Die künstlerisch hochwertige Kirchenausstattung, darunter ein Flügelaltar mit Darstellung der Marienkrönung von 1488, Taufbecken und eine Renaissance-Kanzel, wurden an die Magdeburger Wallonerkirche abgegeben, wo Altar und Taufbecken aufgestellt wurden. Die Kanzel kam 2000 zurück in die Ulrichskirche, wo sie auf dem Dachboden eingelagert wurde.

### Bekannte Pfarrer, Prediger und Organisten in St. Ulrich
- Ambrosius Pape war nach 1575 Prediger an der Ulrichskirche
- Martin Röber war 1611 bis 1633 Pfarrer an der Ulrichskirche
- Tilemann Olearius war 1627 bis 1638 Diakon und 1638 bis 1658 Oberdiakon an der Ulrichskirche
- Gottfried Olearius war 1634 bis 1647 Prediger an der Ulrichskirche
- Wolfgang Melchior Stisser war 1672 bis 1689 Oberdiakon an der Ulrichskirche
- Georg Friedrich Schnaderbach war 1701 bis 1707 Pastor an der Ulrichskirche
- Johann Michael Heineccius war von 1708 bis 1711 Oberpfarrer an St. Ulrich
- Christoph Semler war ab 1708 Oberdiakon an der Ulrichskirche
- Ernst Christian Philippi war 1709 bis 1714 Prediger an der Ulrichskirche
- August Hermann Francke war 1715 bis 1727 Pfarrer der Ulrichskirche[1]
- Johann Anastasius Freylinghausen war ab 1715 Franckes Adjunkt und von 1727 bis 1739 sein Nachfolger
- Adam Struensee war 1739 bis 1749 Pfarrer der Ulrichskirche
- Johann Ludwig Konrad Allendorf war 1759 bis 1773 Pfarrer der Ulrichskirche
- Heinrich Ernst Güte war 1778 Diakon und 1779 bis 1805 Oberdiakon an der Ulrichskirche
- Friedrich Schleiermacher predigte 1804 bis 1807 in St. Ulrich[1]
- Fürchtegott Christian Fulda war 1806 bis 1810 Diakon an der Ulrichskirche
- Robert Franz war Organist der Kirche[2]
- Karl Bernhard Moll war 1853 bis 1860 Pfarrer der Ulrichskirche
- Johannes Jänicke war 1929 bis 1935 Pfarrer der Ulrichskirche und begründete hier eine Bekennende Gemeinde
- William Nagel war von 1936 bis 1951 Pfarrer der Ulrichskirche

### Nutzung als Konzerthalle
Ab 1976 wurde die Kirche nach fünfjährigem Umbau als Konzerthalle mit 500 Sitzplätzen genutzt. Im Zuge der Baumaßnahmen verlor sie in wesentlichem Umfang ihre Ausstattung. Entfernt wurden zudem die im Seitenschiff eingebauten barocken Emporen. Im Zuge der Umgestaltung zur Konzerthalle wurden Kunstwerke einheimischer Bildhauer in den Bau integriert, darunter figürlich gestaltete Türgriffe.

## Baubeschreibung
St. Ulrich ist eine zweischiffige Hallenkirche ohne Querschiff mit großen Fenstern. An Stelle eines Turms hat die Kirche zwei Dachreiter. Das Chorpolygon ist fünfseitig, die Pfeiler achteckig. An der Nordseite sind Reste der ehemaligen Klosterklausur vorhanden. Die gesamte Baugestalt und -ausführung ist schlicht und weitgehend schmucklos und entspricht damit dem Verständnis einer Bettelordenskirche. Die Schlichtheit wurde mit dem Stern- und Netzgewölbe mit Blumenornamenten aus spätgotischer Zeit und dem Einbau der Emporen aus dem Barock durchbrochen.

## Orgel
Eine Orgel befand sich bereits seit 1675 in der Ulrichskirche. Von dieser Förner-Orgel ist heute noch der Barockprospekt auf der Westempore des Gebäudes erhalten.
Die heutige Konzertorgel im Chorraum der Ulrichskirche wurde 1980 von der Firma W. Sauer Orgelbau (Frankfurt/O.) erbaut. Das Instrument hat 56 Register (darunter eine Transmission) auf drei Manualen und Pedal und ermöglicht die Darbietung eines breiten Spektrums an Orgelliteratur unterschiedlicher Epochen. Titularorganistin der Orgel ist seit 2022 Anna-Victoria Baltrusch.
| I Rückpositiv C–c4 |                   |        |
| 01.                | Holzgedackt       | 08′    |
| 02.                | Quintadena        | 08′    |
| 03.                | Prinzipal         | 04′    |
| 04.                | Rohrflöte         | 04′    |
| 05.                | Oktave            | 02′    |
| 06.                | Blockflöte        | 02′    |
| 07.                | Sifflöte          | 01 ⁄3′ |
| 08.                | Sesquialtera II 0 | 02 ⁄3′ |
| 09.                | Scharff IV        | 01′    |
| 10.                | Zimbel III        | 01⁄2′  |
| 11.                | Holzdulcian       | 16′    |
| 12.                | Krummhorn         | 08′    |
|                    | Tremolo           |        |

| II Hauptwerk C–c4 |              |        |
| 13.               | Pommer       | 16′    |
| 14.               | Prinzipal    | 08′    |
| 15.               | Koppelflöte  | 08′    |
| 16.               | Spitzgambe   | 08′    |
| 17.               | Oktave       | 04′    |
| 18.               | Kleingedackt | 04′    |
| 19.               | Quinte       | 02 ⁄3′ |
| 20.               | Oktave       | 02′    |
| 21.               | Kornett V    | 08′    |
| 22.               | Larigot      | 01 ⁄3′ |
| 23.               | Mixtur V     | 01 ⁄3′ |
| 24.               | Mixtur IV    | 01′    |
| 25.               | Trompete     | 16′    |
| 26.               | Trompete     | 08′    |

| III Schwellwerk C–c4 |                 |         |
| 27.                  | Bordun          | 16′     |
| 28.                  | Holzprinzipal 0 | 08′     |
| 29.                  | Gedackt         | 08′     |
| 30.                  | Salicional      | 08′     |
| 31.                  | Schwebung       | 08′     |
| 32.                  | Oktave          | 04′     |
| 33.                  | Nachthorn       | 04′     |
| 34.                  | Nasat           | 02 ⁄3′  |
| 35.                  | Ital. Prinzipal | 02′     |
| 36.                  | Terz            | 01 3⁄5′ |
| 37.                  | Oktave          | 01′     |
| 38.                  | Septquart       | 01 ⁄7′  |
| 39.                  | Mixtur V-VII    | 01 ⁄3′  |
| 40.                  | Cor anglais     | 16′     |
| 41.                  | Hautbois        | 08′     |
| 42.                  | Clairon         | 04′     |
|                      | Tremolo         |         |

| Pedal C–f1 |                      |         |
| 43.        | Prinzipalbaß         | 16′     |
| 44.        | Subbaß               | 16′     |
| 45.        | Zartbaß (= Nr. 27)   | 16′     |
| 46.        | Quintbaß             | 10 2⁄3′ |
| 47.        | Oktavbaß             | 08′     |
| 48.        | Baßflöte             | 08′     |
| 49.        | Choralbaß            | 04′     |
| 50.        | Hohlflöte            | 04′     |
| 51.        | Flachflöte           | 02′     |
| 52.        | Großsesquialtera III | 05 1⁄3′ |
| 53.        | Hintersatz V         | 02 ⁄3′  |
| 54.        | Posaune              | 16′     |
| 55.        | Baßtrompete          | 08′     |
| 56.        | Feldtrompete         | 04′     |

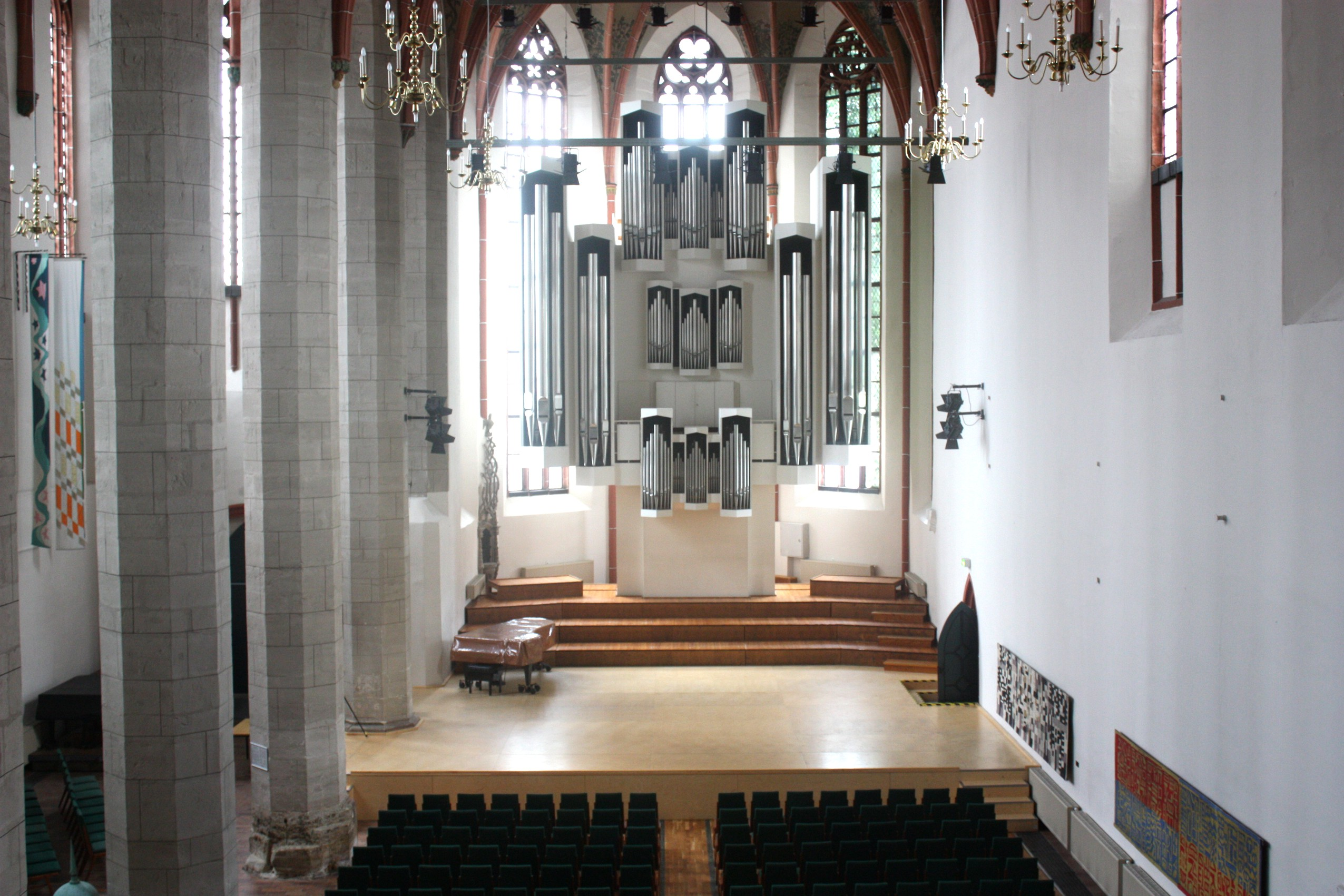
Orgelprospekt mit Rückpositiv in der Apsis

- Koppeln: I/II, III/I, III/II, I/P, II/P, III/P
- Spielhilfen: 8 freie Registerkombinationen, Crescendowalze

## Ausstattung der Kirche

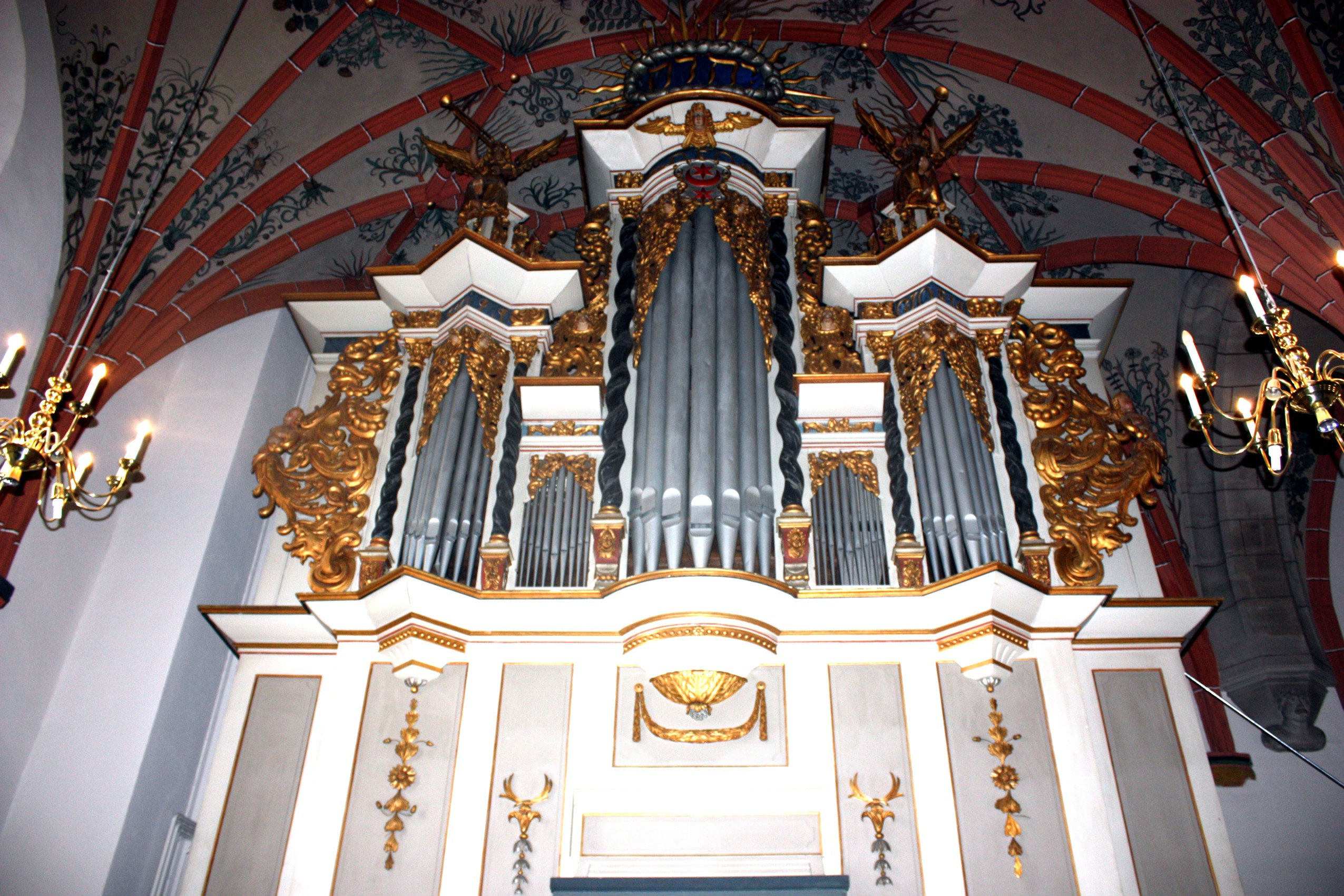
Orgelprospekt der Förner-Orgel

- Spätgotisches Sakramenthaus von 1525/1530
- Barocker Orgelprospekt von 1675, Gehäuse der ersten bekannten Orgel der St.-Ulrich-Kirche, erbaut von Christian Förner, fertiggestellt durch Ludwig Compenius; das Orgelwerk hatte 35 Register auf zwei Manualwerken.[7]
- Tympanon mit Darstellung des Marientodes über dem Portal aus dem 14. Jahrhundert